# Sveriges första elefant

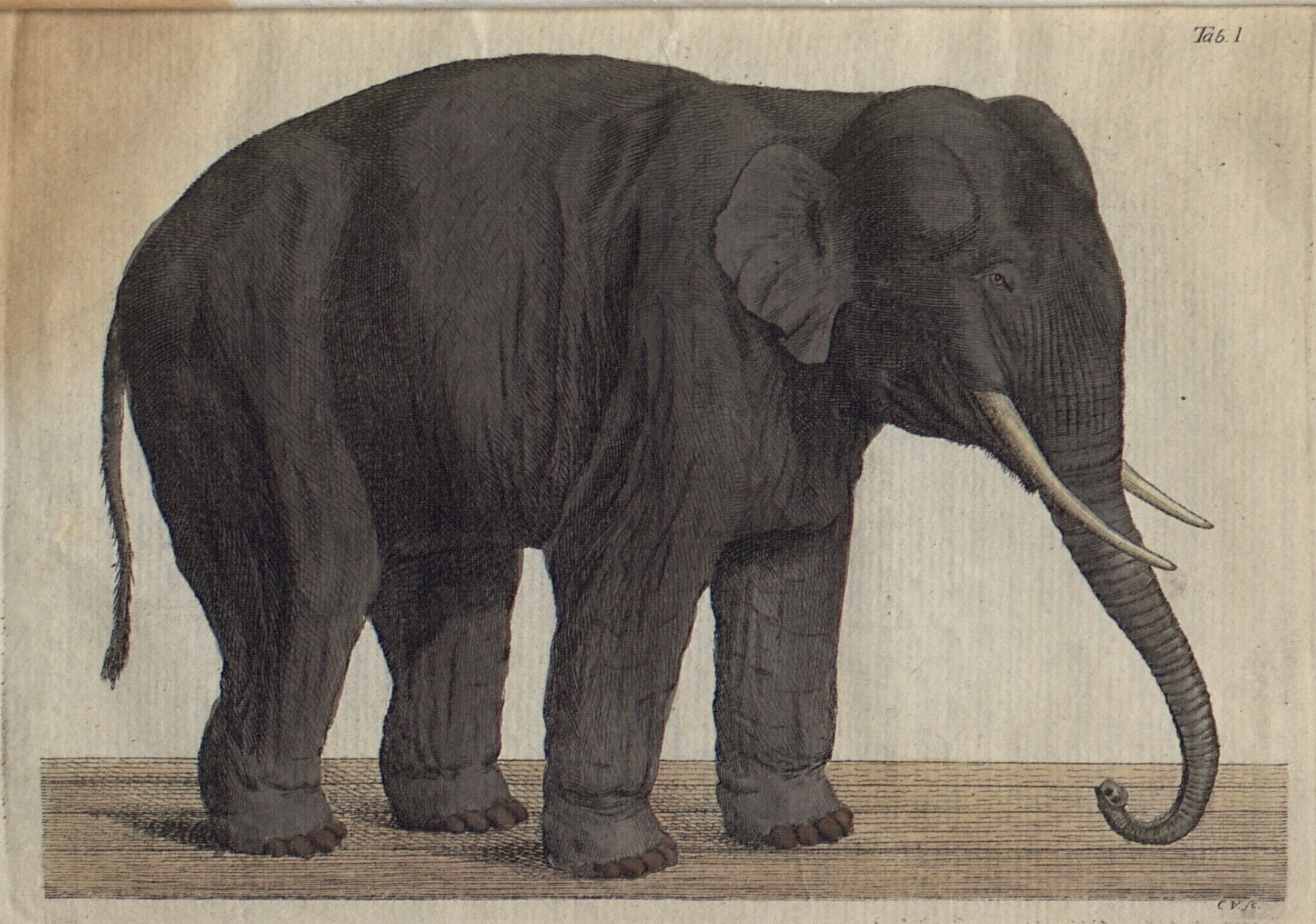
Gautiers elefant i Stockholm. Illustration av Johan Wilhelm Palmstruch i "Utkast till elefantens naturalhistoria" av Conrad Quensel.

Den första elefanten kom till Sverige 1804, en ung asiatisk elefanttjur från dåvarande Ceylon, tillhörig Jean Baptiste Gautier. Gautier hade köpt elefanten i London och kom via Preussen, Polen, Ryssland och Finland till Sverige med sin familj, sin medhjälpare Anton Agazzi och sitt menageri till Stockholm hösten 1804. De logerade i en barack vid Brunkebergstorg, möjligen vid nuvarande kvarteret Elefanten och allmänheten inbjöds att komma och bese den och de andra djuren.

## Ur Årstafruns dagbok
Den 13 november 1804 hade elefanten visats så mycket att den fick en veckas paus. Bland berömda besökare finns bl.a. Årstafrun, Märta Helena Reenstierna, vars dagbok är bevarad. Den 25 februari 1805 reste hon med sin son Hans Abraham in till stan med hästdragen släde för att bese elefanten, "som var ett förunderligt kreatur. Han var docka blott en unge, ehuru mot andra Djur vi sett, ganska stor. Dess tänder voro cirka 3 qvarter långa (ca 45 cm), 1 ½ tum i diamethre (ca 4cm). Han gjorde flera konster, hvartill han kommenderades på franska. Jag klappade honom på snabeln, låret och svansen. Han uplyfte Hans Abraham och åt utur våra händer. Dess ögon voro små men eldiga. Dess fötter hiskeligt stora."

## Upploppet i Skänninge 1806

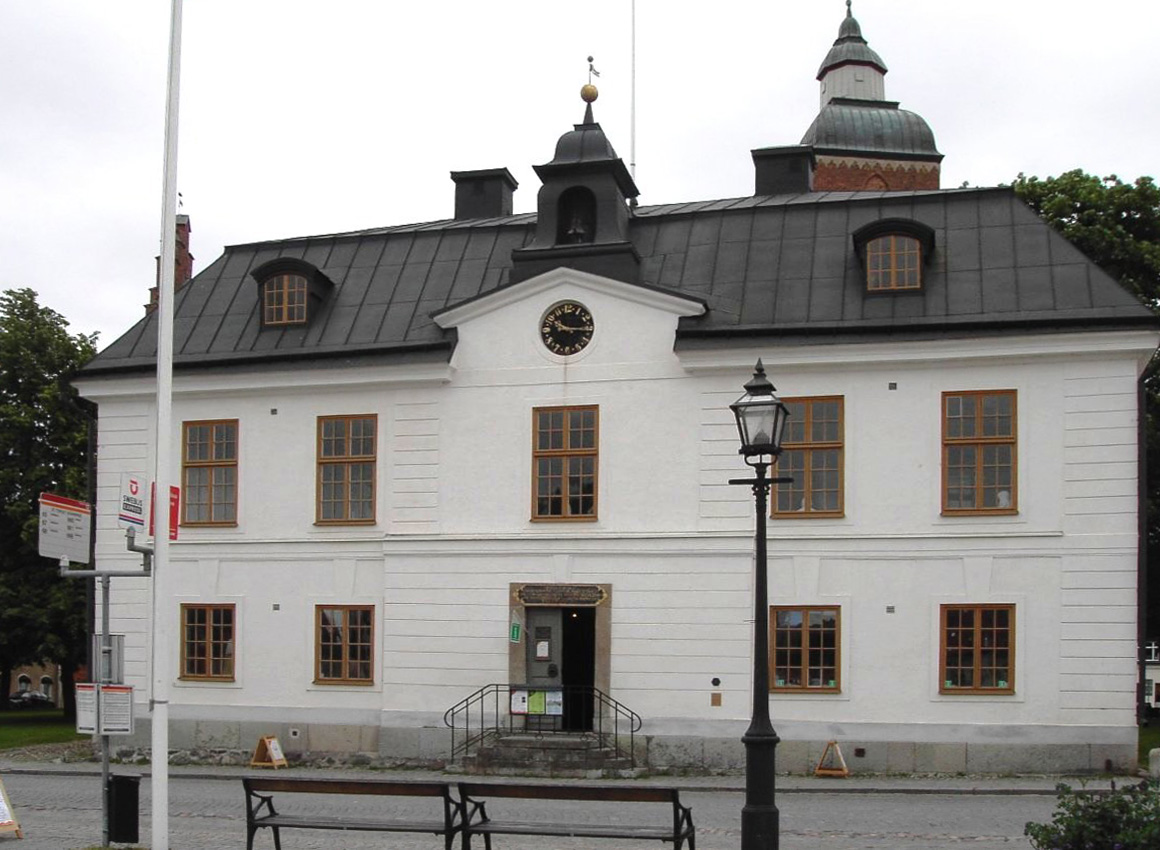
Skänninge rådhus

Efter att elefanten visats i Stockholm i nästan två år turnerade Gautier runt i Sverige med sitt menageri. Elefanten drogs på en vagn dragen av 8 par hästar och i augusti 1806 nådde man Skänninge. Agazzi fick stalla upp elefanten i en sal i rådhuset, och hit inbjöds allmänheten. Tydligen blev det långa köer och man tyckte att det var dyrt att se den. Irritationen kulminerade, när någon började kasta sten på rådhusfönsterna och även träffade Skänninges borgmästare i huvudet. Borgmästaren räddade sig med hjälp av komminister Sundelius och fick fri lejd bort, medan folk tog sig in till elefanten, tog tillbaka 60 riksdaler av Gautier och tvingade Agazzi att ge gratis föreställningar. Borgmästaren rekvirerade 20 militärer och lyckades få lugn den andra dagen. Landshövdingen i Linköping Fredrik Georg Strömfelt skickade lagman Pereswetoff-Morath till Skänninge för att hålla förhör med magistraten. I sin skrivelse till justitiekanslern berättade han senare om magistratens ovilja att klarlägga fallet, eftersom allmogen hotat att bränna Skänninge, om det ledde till åtal. Det blev ingen rättegång.
Gautier och elefanten hamnade sedan i Danmark; elefanten lär ha dött under brittiska flottans belägring av Köpenhamn under Napoleonkrigen 1807 när den brittiska flottan och av denna ilandsatt artilleri förstörde så gott som hela den danska huvudstaden.
Elefanten visades sedan uppstoppad av Gautier på ett torg i Köpenhamn.